# Regentenstraße 117 (Mönchengladbach)

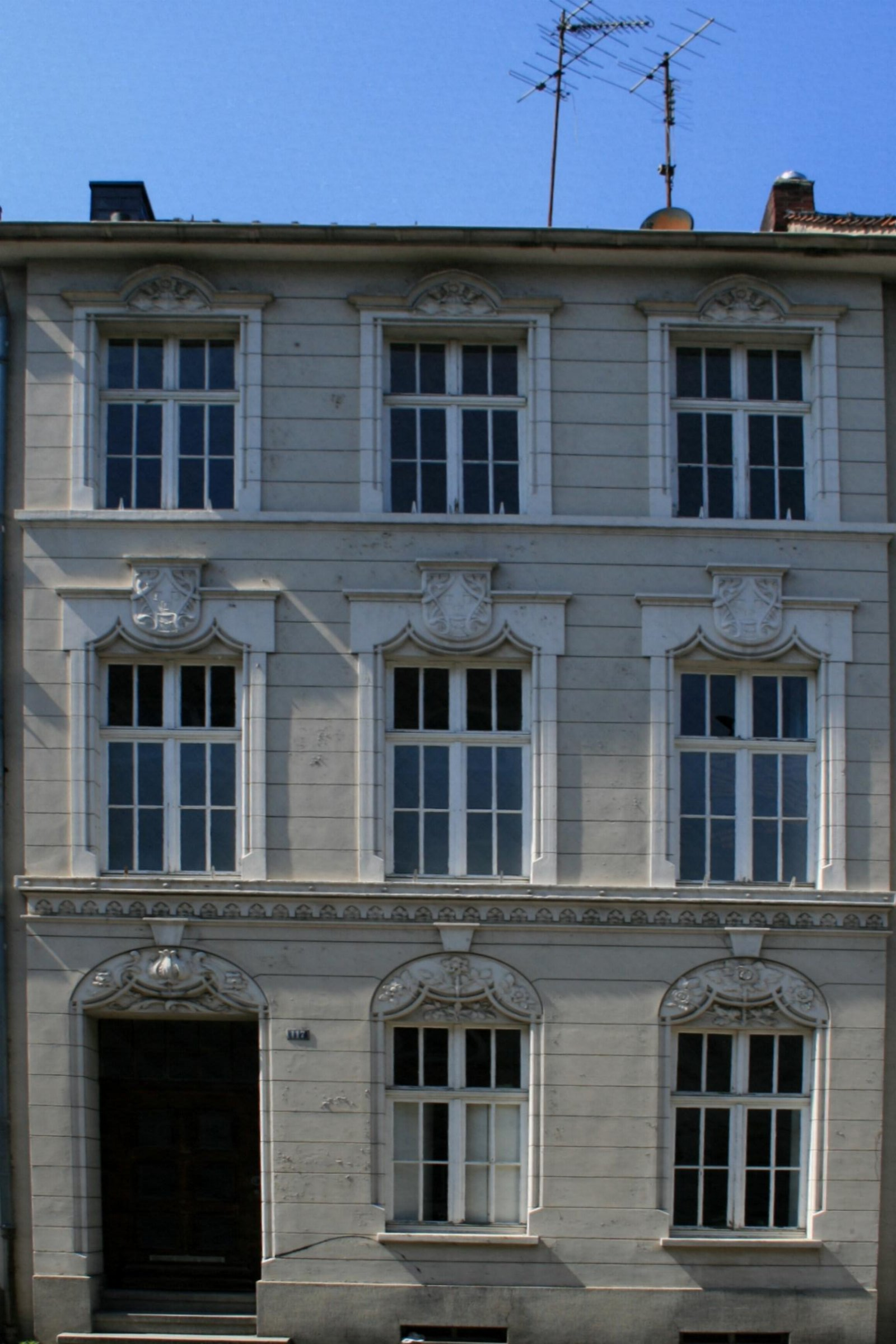
Wohnhaus (2010)

Das Wohngeschäftshaus Regentenstraße 117 steht im Stadtteil Eicken in Mönchengladbach (Nordrhein-Westfalen).
Das Gebäude wurde um die Jahrhundertwende erbaut. Es wurde unter Nr. R 014 am 4. Dezember 1984 in die Denkmalliste der Stadt Mönchengladbach eingetragen.

## Lage
Das Wohnhaus Nr. 117 steht auf der Nordseite der Regentenstraße in Stadtteil Eicken innerhalb einer insgesamt gut erhaltenen Baugruppe gelegen.

## Architektur
Bei dem Objekt handelt es sich um ein dreigeschossiges Drei-Fenster-Wohnhaus mit einem Satteldach, welches um die Jahrhundertwende errichtet wurde.